# 日本貨幣商協同組合
日本貨幣商協同組合（にほんかへいしょうきょうどうくみあい、英: Japan Numismatic Dealers Association,JNDA）は、日本全国のコイン店を加盟店として組織された組合である。主な刊行物に昭和42年から毎年発行の『日本貨幣カタログ』などがある。
近年は東京大阪名古屋などで貨幣にまつわる祭典(即売会)も主催している。